# Девід Райс (тенісист)
Девід Райс (англ. David Rice; нар. 1 січня 1989) — колишній британський тенісист.
Найвищу одиночну позицію світового рейтингу — 283 місце досяг 10 лютого 2014, парну — 177 місце — 26 серпня 2013 року.

## Фінали челленджерів і ф'ючерсів

### Одиночний розряд: 19 (7–12)
| Легенда (одиночний розряд) |
| -------------------------- |
| Тур ATP Челленджер (0–0)   |
| Тур ITF Ф'ючерс (7–12)     |

| Титули за покриттям |
| ------------------- |
| Тверде (6–9)        |
| Ґрунт (0–0)         |
| Трава (1–3)         |
| Килим (0–0)         |

| Результат | В-П  | Дата     | Турнір                              | Рівень  | Покриття   | Суперник          | Рахунок            |
| --------- | ---- | -------- | ----------------------------------- | ------- | ---------- | ----------------- | ------------------ |
| Поразка   | 0–1  | Лип 2009 | Велика Британія F9, Фрінтон-он-Сі   | Ф'ючерс | Трава      | Джошуа Мілтон     | 6–2, 2–6, 4–6      |
| Поразка   | 0–2  | Вер 2009 | Велика Британія F13, Рексем         | Ф'ючерс | Тверде     | Лауринас Грігеліс | 2–6, 3–6           |
| Поразка   | 0–3  | Вер 2009 | Велика Британія F14, Ноттінгем      | Ф'ючерс | Тверде     | Джошуа Гудолл     | 4–6, 3–6           |
| Поразка   | 0–4  | Лип 2010 | Велика Британія F9, Ілклі           | Ф'ючерс | Трава      | Джошуа Гудолл     | 3–6, 6–7(2–7)      |
| Перемога  | 1–4  | Сер 2010 | Мексика F5, Сакатекас               | Ф'ючерс | Тверде     | Сесар Рамірес     | 6–3, 6–4           |
| Поразка   | 1–5  | Вер 2010 | Мексика F6, Леон                    | Ф'ючерс | Тверде     | Вашек Поспішил    | 1–6, 2–6           |
| Поразка   | 1–6  | Тра 2011 | Ізраїль F4, Рамат-га-Шарон          | Ф'ючерс | Тверде     | Амір Вайнтрауб    | 3–6, 2–6           |
| Поразка   | 1–7  | Тра 2011 | Ізраїль F5, Ramat HaSharon          | Ф'ючерс | Тверде     | Амір Вайнтрауб    | 1–6, 1–6           |
| Поразка   | 1–8  | Лип 2011 | Велика Британія F9, Ilkley          | Ф'ючерс | Трава      | Джошуа Гудолл     | 5–7, 1–6           |
| Поразка   | 1–9  | Січ 2012 | Велика Британія F2, Шеффілд         | Ф'ючерс | Тверде (i) | Ден Еванс         | 2–6, 0–6           |
| Перемога  | 2–9  | Тра 2013 | Греція F7, Марафон                  | Ф'ючерс | Тверде     | Alexios Halebian  | 6–3, 7–5           |
| Перемога  | 3–9  | Тра 2013 | Греція F8, Marathon                 | Ф'ючерс | Тверде     | Річард Ґабб       | 7–5, 4–6, 7–6(7–5) |
| Поразка   | 3–10 | Жов 2013 | Велика Британія F21, Лафборо        | Ф'ючерс | Тверде (i) | Лауринас Грігеліс | 4–6, 6–3, 3–6      |
| Поразка   | 3–11 | Січ 2014 | Велика Британія F2, Сандерленд      | Ф'ючерс | Тверде (i) | Денієл Сметгерст  | 3–6, 5–7           |
| Перемога  | 4–11 | Лют 2014 | Велика Британія F3, Шеффілд         | Ф'ючерс | Тверде (i) | Денієл Сметгерст  | 5–7, 6–3, 6–4      |
| Перемога  | 5–11 | Чер 2014 | Туреччина F18, Анталія              | Ф'ючерс | Тверде     | Джем Ількель      | 4–6, 6–4, 6–3      |
| Перемога  | 6–11 | Лип 2014 | Велика Британія F14, Frinton-on-Sea | Ф'ючерс | Трава      | Джордж Коупленд   | 6–4, 6–4           |
| Поразка   | 6–12 | Лют 2015 | Туніс F8, Порт-ель-Кантауї          | Ф'ючерс | Тверде     | Ерік Крепальді    | 4–6, 6–2, 6–7(1–7) |
| Перемога  | 7–12 | Кві 2015 | Катар F3, Доха                      | Ф'ючерс | Тверде     | Патрік Фабіан     | 4–6, 7–6(7–4), 6–2 |

### Парний розряд: 59 (34–25)
| Легенда (парний розряд)  |
| ------------------------ |
| Тур ATP Челленджер (1–1) |
| Тур ITF Ф'ючерс (33–24)  |

| Титули за покриттям |
| ------------------- |
| Тверде (28–21)      |
| Ґрунт (3–4)         |
| Трава (2–0)         |
| Килим (1–0)         |

| Результат | В-П   | Дата     | Турнір                             | Рівень     | Покриття   | Партнер                  | Суперники                                   | Рахунок                     |
| --------- | ----- | -------- | ---------------------------------- | ---------- | ---------- | ------------------------ | ------------------------------------------- | --------------------------- |
| Поразка   | 0–1   | Лис 2007 | Іспанія F39, Вільяфранка-дель-Сід  | Ф'ючерс    | Ґрунт      | Лука Белич               | Давід Канудас-Фернандес Карлос Решак-Ітойс  | 4–6, 3–6                    |
| Перемога  | 1–1   | Бер 2008 | Іспанія F10, Бадалона              | Ф'ючерс    | Ґрунт      | Марсело Демолінер        | Давід Канудас-Фернандес Оскар Сабате-Бретос | 6–3, 6–1                    |
| Перемога  | 2–1   | Кві 2008 | Іспанія F14, Малага                | Ф'ючерс    | Ґрунт      | Марк Форнель Местрес     | Оскар Буррієса Микола Нестеров              | 1–6, 6–2, [10–7]            |
| Перемога  | 3–1   | Кві 2008 | Іспанія F15, Мелілья               | Ф'ючерс    | Тверде     | Серхіо Гутьєррес Ферроль | Массімо Капоне Клаудіо Грассі               | 6–3, 6–4                    |
| Поразка   | 3–2   | Чер 2008 | Словенія F1, Копер (Словенія)      | Ф'ючерс    | Ґрунт      | Джошуа Мілтон            | Ніколас Райсіґ Бертрам Штайнберґер          | 3–6, 5–7                    |
| Перемога  | 4–2   | Жов 2009 | Греція F2, Парос                   | Ф'ючерс    | Килим      | Шон Торнлі               | Клаудіо Грассі Михайло Васильєв             | 6–4, 2–6, [10–8]            |
| Перемога  | 5–2   | Вер 2010 | Велика Британія F13, Лондон        | Ф'ючерс    | Тверде     | Шон Торнлі               | Клаудіо Грассі Александер Слабінскі         | 2–6, 6–3, [10–0]            |
| Поразка   | 5–3   | Вер 2010 | Італія F26, Порто-Торрес           | Ф'ючерс    | Тверде     | Паріс Гемухідіс          | Клаудіо Грассі Франческо Піккарі            | 4–6, 3–6                    |
| Поразка   | 5–4   | Вер 2010 | Велика Британія F15, Рексем        | Ф'ючерс    | Тверде     | Шон Торнлі               | Льюїс Бартон Ден Еванс                      | 6–7(6–8), 4–6               |
| Перемога  | 6–4   | Січ 2011 | Туреччина F3, Анталія              | Ф'ючерс    | Тверде     | Патрік Брюдольф          | Ігор Карпов Ілля Старков                    | 3–6, 6–1, [10–5]            |
| Перемога  | 7–4   | Лют 2011 | Франція F3, Брессюїр               | Ф'ючерс    | Тверде (i) | Шон Торнлі               | Меді Шеттар Валентен Нуріссат               | Без гри                     |
| Поразка   | 7–5   | Бер 2011 | Рімускі, Канада                    | Челленджер | Тверде (i) | Шон Торнлі               | Трет Г'юї Вашек Поспішил                    | 0–6, 1–6                    |
| Поразка   | 7–6   | Кві 2011 | Туреччина F12, Анталія             | Ф'ючерс    | Тверде     | Шон Торнлі               | Нікола Чачиц Йозеф Ковалік                  | 6–4, 4–6, [4–10]            |
| Перемога  | 8–6   | Кві 2011 | Велика Британія F5, Борнмут        | Ф'ючерс    | Ґрунт      | Шон Торнлі               | Карлес Поч Градін Александер Слабінскі      | 6–3, 6–4                    |
| Поразка   | 8–7   | Тра 2011 | Велика Британія F6, Единбург       | Ф'ючерс    | Ґрунт      | Шон Торнлі               | Джеймс Фівер Джаррид Маер                   | 6–2, 0–6, [6–10]            |
| Перемога  | 9–7   | Тра 2011 | Ізраїль F4, Рамат-га-Шарон         | Ф'ючерс    | Тверде     | Шон Торнлі               | Тал Ерос Амір Вайнтрауб                     | 3–6, 6–3, [11–9]            |
| Поразка   | 9–8   | Тра 2011 | Ізраїль F5, Ramat HaSharon         | Ф'ючерс    | Тверде     | Шон Торнлі               | Джон-Пол Фруттеро Амір Вайнтрауб            | 7–6(7–4), 6–7(3–7), [11–13] |
| Перемога  | 10–8  | Лип 2011 | Велика Британія F9, Ілклі          | Ф'ючерс    | Трава      | Шон Торнлі               | Кріс Ітон Джошуа Гудолл                     | 6–7(2–7), 6–3, [10–7]       |
| Перемога  | 11–8  | Сер 2011 | Велика Британія F12, Лондон        | Ф'ючерс    | Тверде     | Шон Торнлі               | Руан Рулофсе Санам Сінгх                    | 6–3, 6–2                    |
| Перемога  | 12–8  | Вер 2011 | Велика Британія F13, Wrexham       | Ф'ючерс    | Тверде     | Шон Торнлі               | Джеймс Фівер Деніел Глансі                  | 6–2, 7–5                    |
| Поразка   | 12–9  | Вер 2011 | Велика Британія F15, Ноттінгем     | Ф'ючерс    | Тверде     | Шон Торнлі               | Джошуа Гудолл Маркус Вілліс                 | 4–6, 6–7(6–8)               |
| Перемога  | 13–9  | Жов 2011 | Туреччина F25, Анталія             | Ф'ючерс    | Тверде     | Шон Торнлі               | Михайло Бірюков Дмитро Сітак                | 2–6, 6–4, [10–6]            |
| Перемога  | 14–9  | Жов 2011 | Туреччина F26, Анталія             | Ф'ючерс    | Тверде     | Шон Торнлі               | Ерік Хвойка Міхал Конечний                  | 7–6(11–9), 6–3              |
| Поразка   | 14–10 | Січ 2012 | Велика Британія F1, Глазго         | Ф'ючерс    | Тверде (i) | Шон Торнлі               | Кріс Ітон Домінік Інглот                    | 5–7, 2–6                    |
| Поразка   | 14–11 | Січ 2012 | Велика Британія F2, Шеффілд        | Ф'ючерс    | Тверде (i) | Шон Торнлі               | Кріс Ітон Домінік Інглот                    | 3–6, 5–7                    |
| Перемога  | 15–11 | Січ 2012 | Велика Британія F3, Беркенгед      | Ф'ючерс    | Тверде (i) | Шон Торнлі               | Льюїс Бартон Кріс Ітон                      | 6–2, 6–3                    |
| Поразка   | 15–12 | Бер 2012 | Велика Британія F4, Тіптон         | Ф'ючерс    | Тверде (i) | Шон Торнлі               | Кріс Ітон Домінік Інглот                    | 3–6, 4–6                    |
| Перемога  | 16–12 | Вер 2012 | Велика Британія F14, Чизік         | Ф'ючерс    | Тверде     | Руан Рулофсе             | Гаррі Міган Стефан Стерленд-Марковіч        | 7–5, 7–6(9–7)               |
| Перемога  | 17–12 | Вер 2012 | Ізмір, Туреччина                   | Челленджер | Тверде     | Шон Торнлі               | Брайден Клейн Дейн Проподжія                | 7–6(10–8), 6–2              |
| Перемога  | 18–12 | Жов 2012 | Велика Британія F17, Глазго        | Ф'ючерс    | Тверде (i) | Шон Торнлі               | Лауринас Грігеліс Баштіан Кніттель          | 6–3, 6–2                    |
| Перемога  | 19–12 | Січ 2013 | Велика Британія F1, Глазго         | Ф'ючерс    | Тверде (i) | Шон Торнлі               | Скотт Клейтон Річард Ґабб                   | 7–6(7–5), 6–2               |
| Перемога  | 20–12 | Лют 2013 | Велика Британія F3, Шеффілд        | Ф'ючерс    | Тверде (i) | Шон Торнлі               | Ден Еванс Ендрю Фіцпатрік                   | 6–2, 7–6(8–6)               |
| Перемога  | 21–12 | Бер 2013 | Велика Британія F5, Кардіфф        | Ф'ючерс    | Тверде (i) | Шон Торнлі               | Едвард Коррі Ніл Скупскі                    | 6–1, 7–5                    |
| Перемога  | 22–12 | Бер 2013 | Велика Британія F6, Шрусбері       | Ф'ючерс    | Тверде (i) | Шон Торнлі               | Сандер Жіє Йонас Меркс                      | 6–2, 6–1                    |
| Поразка   | 22–13 | Кві 2013 | США F10, Літл-Рок                  | Ф'ючерс    | Тверде     | Шон Торнлі               | Чейз Б'юкенен Остін Крайчек                 | 2–6, 3–6                    |
| Поразка   | 22–14 | Сер 2013 | Велика Британія F16, Chiswick      | Ф'ючерс    | Тверде     | Шон Торнлі               | Лієм Броді Джошуа Ворд-Гібберт              | 6–7(5–7), 6–2, [6–10]       |
| Перемога  | 23–14 | Жов 2013 | Франція F18, Невер                 | Ф'ючерс    | Тверде (i) | Шон Торнлі               | Матьє Родрігес Гліб Сахаров                 | 6–3, 6–4                    |
| Поразка   | 23–15 | Жов 2013 | Франція F19, Сен-Дізьє             | Ф'ючерс    | Тверде (i) | Шон Торнлі               | Жермен Жігунон Юго Нис                      | 6–7(4–7), 4–6               |
| Перемога  | 24–15 | Жов 2013 | Велика Британія F21, Лафборо       | Ф'ючерс    | Тверде (i) | Шон Торнлі               | Кевін Ґрікспор Скотт Ґрікспор               | 6–3, 6–7(3–7), [10–5]       |
| Перемога  | 25–15 | Січ 2014 | Велика Британія F1, Глазго         | Ф'ючерс    | Тверде (i) | Шон Торнлі               | Едвард Коррі Денієл Сметгерст               | 6–3, 6–1                    |
| Перемога  | 26–15 | Січ 2014 | Велика Британія F2, Сандерленд     | Ф'ючерс    | Тверде (i) | Шон Торнлі               | Річард Ґабб Джошуа Ворд-Гібберт             | 6–3, 6–3                    |
| Поразка   | 26–16 | Січ 2014 | Велика Британія F3, Шеффілд        | Ф'ючерс    | Тверде (i) | Шон Торнлі               | Едвард Коррі Денієл Сметгерст               | 6–3, 2–6, [8–10]            |
| Поразка   | 26–17 | Бер 2014 | Велика Британія F8, Тіптон         | Ф'ючерс    | Тверде (i) | Шон Торнлі               | Льюїс Бартон Маркус Вілліс                  | 6–4, 6–7(5–7), [6–10]       |
| Перемога  | 27–17 | Лип 2014 | Велика Британія F14, Фрінтон-он-Сі | Ф'ючерс    | Трава      | Джордж Коупленд          | Джек Фіндел-Гоукінс Тобі Мітчелл            | 6–4 ret.                    |
| Перемога  | 28–17 | Сер 2014 | Іспанія F24, Пособланко            | Ф'ючерс    | Тверде     | Едвард Коррі             | Льюїс Бартон Маркус Вілліс                  | 6–4, 7–5                    |
| Перемога  | 29–17 | Вер 2014 | Франція F17, Баньєр-де-Бігорр      | Ф'ючерс    | Тверде     | Едвард Коррі             | Енцо Куако Лоран Локолі                     | 6–4, 2–6, [10–5]            |
| Перемога  | 30–17 | Вер 2014 | Велика Британія F16, Wrexham       | Ф'ючерс    | Тверде     | Едвард Коррі             | Люк Бембрідж Лієм Броді                     | 6–7(3–7), 6–4, [10–8]       |
| Перемога  | 31–17 | Жов 2014 | Велика Британія F17, Манчестер     | Ф'ючерс    | Тверде (i) | Лауринас Грігеліс        | Шон Торнлі Даррен Волш                      | 6–4, 6–4                    |
| Перемога  | 32–17 | Гру 2014 | Таїланд F11, Бангкок               | Ф'ючерс    | Тверде     | Брайден Клейн            | Пручя Ісаро Нуттанон Кадчапанан             | 3–6, 7–6(7–1), [10–8]       |
| Поразка   | 32–18 | Січ 2015 | Франція F2, Bressuire              | Ф'ючерс    | Тверде (i) | Кевін Кінґ               | Фабріс Мартен Пурав Раджа                   | 3–6, 2–6                    |
| Поразка   | 32–19 | Лют 2015 | Туніс F6, Порт-ель-Кантауї         | Ф'ючерс    | Тверде     | Яннік Ретер              | Том Жомбі Мік Лескюр                        | 4–6, 3–6                    |
| Поразка   | 32–20 | Бер 2015 | Туніс F8, Ель-Кантауї              | Ф'ючерс    | Тверде     | Клаудіо Грассі           | Ярослав Шило Андрій Василевський            | 3–6, 6–4, [6–10]            |
| Поразка   | 32–21 | Бер 2015 | Велика Британія F4, Віррал         | Ф'ючерс    | Тверде (i) | Деніел Кокс              | Антал ван дер Дейм Бой Вестергоф            | 2–6, 6–4, [2–10]            |
| Перемога  | 33–21 | Кві 2015 | Катар F1, Доха                     | Ф'ючерс    | Тверде     | Джеймс Марсалек          | Домінік Келловський Ярослав Поспішил        | 4–6, 6–4, [10–4]            |
| Поразка   | 33–22 | Лип 2015 | Німеччина F9, Ессен                | Ф'ючерс    | Ґрунт      | Ніл Поффлі               | Марвін Нетушил Філіпп Шольц                 | 6–1, 6–7(4–7), [6–10]       |
| Поразка   | 33–23 | Вер 2015 | Велика Британія F8, Рогемптон      | Ф'ючерс    | Тверде     | Ніл Поффлі               | Девід О'Гейр Джо Солсбері                   | 2–6, 6–4, [5–10]            |
| Поразка   | 33–24 | Вер 2015 | Велика Британія F9, Nottingham     | Ф'ючерс    | Тверде     | Деніел Кокс              | Ллойд Ґласспул Джошуа Ворд-Гібберт          | 4–6, 6–3, [7–10]            |
| Поразка   | 33–25 | Жов 2015 | Швеція F5, Дандерюд                | Ф'ючерс    | Тверде (i) | Сем Беррі                | Девід О'Гейр Джо Салісбері                  | 5–7, 7–6(7–5), [5–10]       |
| Перемога  | 34–25 | Лют 2016 | Велика Британія F1, Глазго         | Ф'ючерс    | Тверде (i) | Денієл Сметгерст         | Скотт Клейтон Джонні О'Мара                 | 6–1, 6–4                    |